# Viișoara (Teleorman)
Viișoara es una comuna ubicada en el distrito de Teleorman, Rumania.

## Superficie
Posee una superficie de 44,72 kilómetros cuadrados.

## Demografía
Hasta 2021 la población era de 1438 habitantes, con una densidad de población de 32,16 habitantes por kilómetro cuadrado.